# Partit d'Estat Liberal
Partit d'Estat Liberal (neerlandès Liberal Staatspartij, LSP) fou un partit polític neerlandès fundat el 1921, resultat de la fusió de la Unió Liberal amb la Lliga dels Liberals Lliures, la Lliga Econòmica, el Partit Neutral i el Partit de Classe Mitjana. Tots es tenien menester d'unir forces arran els desastrosos resultats de les eleccions legislatives neerlandeses de 1918, en les quals es va implantar la representació proporcional i el sufragi universal. Eren liberals conservadors, defensaven la petita propietat i el lliure comerç, però progressivament van demanar pensions per als ancians i assistència als més pobres, educació pública, desarmament bilateral i de l'autonomia a les Índies Orientals.
Fundat amb el nom de Vrijheidsbond (Lliga de la Llibertat), encara que després canvià el nom. A les eleccions de 1922 però només va obtenir deu escons, i progressivament en van perdre fins a quedar-ne amb només quatre a les eleccions de 1937, però va poder participar en els governs de coalició d'Hendrickus Colijn. El fet de tenir un electorat força independent i heterogeni facilità el fet que el perdés davant nous partits més radicals com el feixistes del NSB.
Quan els nazis van ocupar el país el van prohibir el 1941. A les eleccions legislatives neerlandeses de 1946 es presentà com a Partit de la Llibertat, i el 1948 es transformà en Partit Popular per la Llibertat i la Democràcia.

## Resultats electorals
| Any  | Vots    | %   | Escons   | +/– | Govern   |
| ---- | ------- | --- | -------- | --- | -------- |
| 1922 | 271,358 | 9.3 | 10 / 100 | Nou | Oposició |
| 1925 | 269,564 | 8.7 | 9 / 100  | 1   | Oposició |
| 1929 | 249,105 | 7.4 | 8 / 100  | 1   | Oposició |
| 1933 | 258,732 | 7.0 | 7 / 100  | 1   | Coalició |
| 1937 | 160,260 | 4.9 | 4 / 100  | 3   | Oposició |